# Isoetes inflata
Isoetes inflata là một loài dương xỉ trong họ Isoetaceae. Loài này được E.R.L. Johnson mô tả khoa học đầu tiên.
Danh pháp khoa học của loài này chưa được làm sáng tỏ. 